# Jägerkaserne (Dresden)

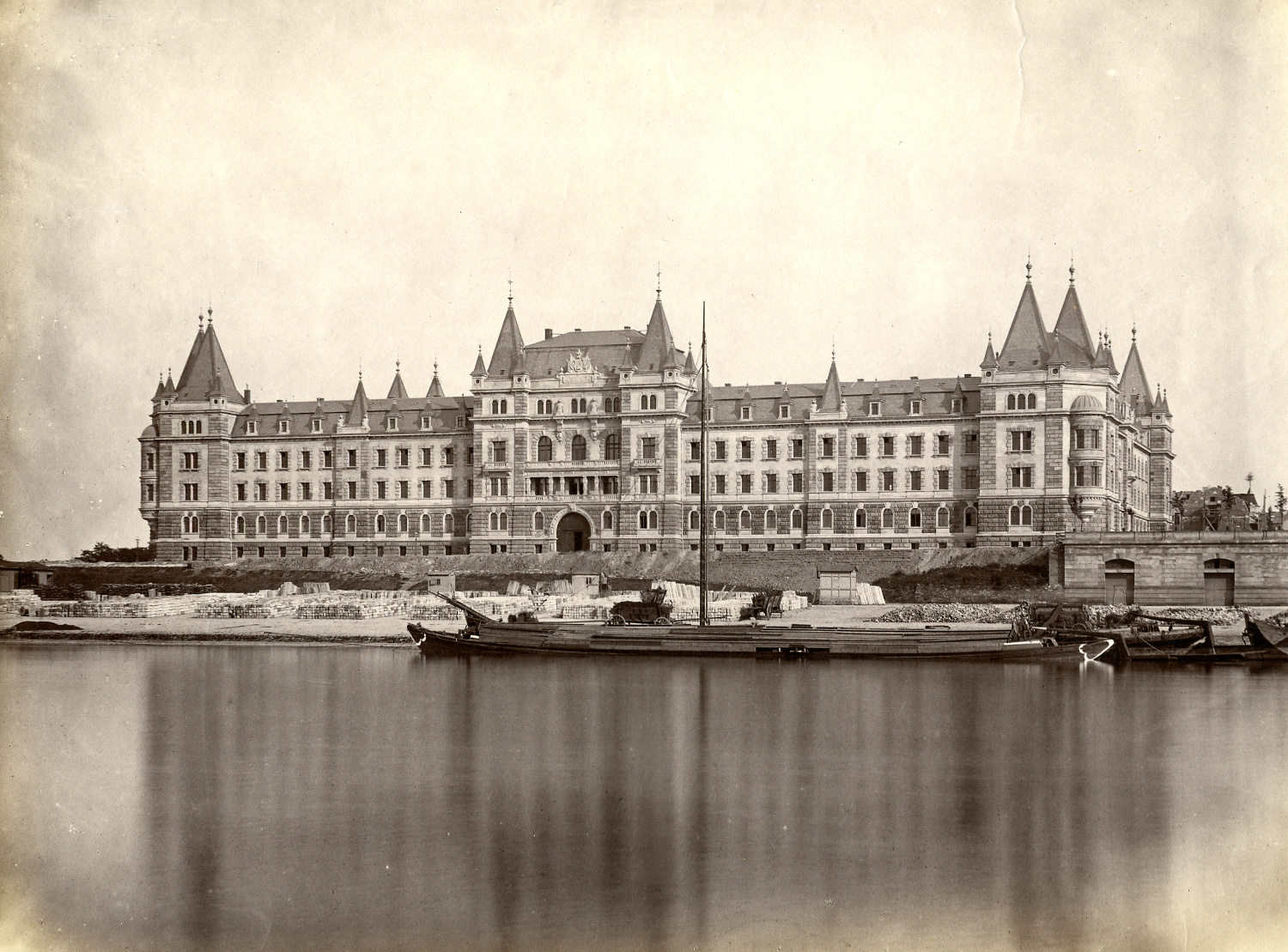
Die Jägerkaserne 1881 oder 1882

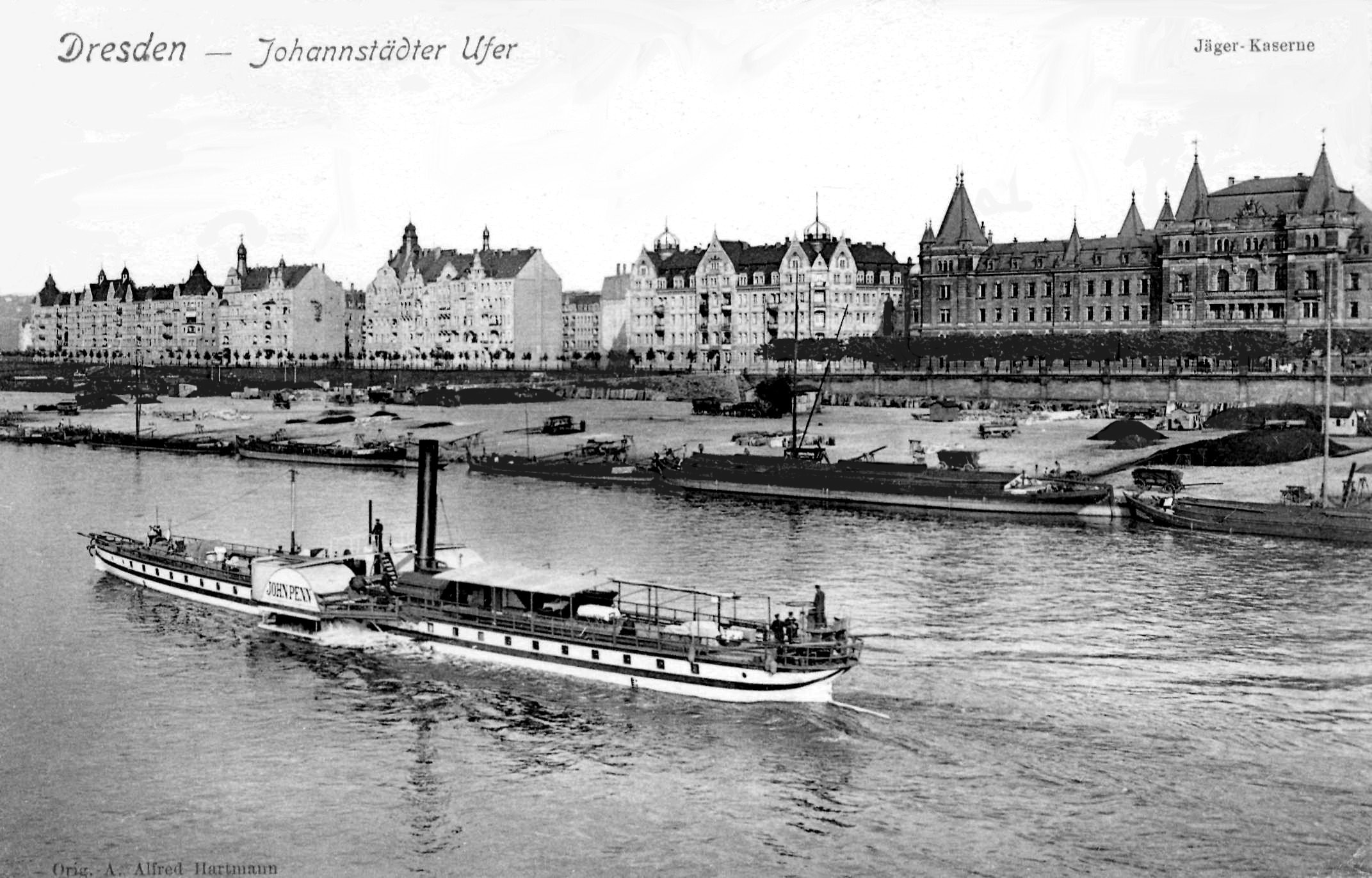
Die Jägerkaserne (rechts) um 1910

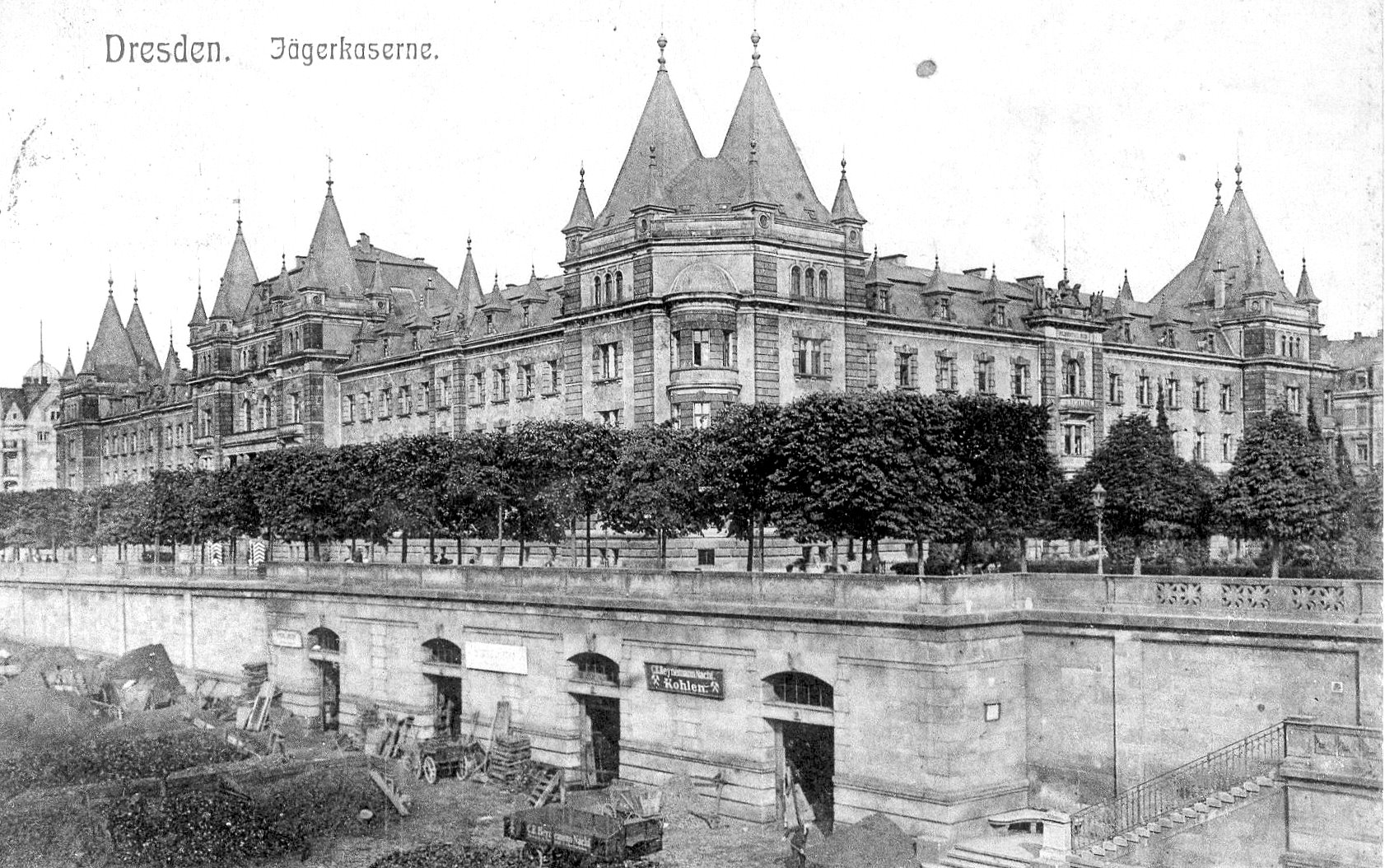
en détail

Die Jägerkaserne war eine Kaserne in Dresden, Sachsen. Sie wurde ab 1880 erbaut und erhielt nach der Einweihung den Namen „Jägerkaserne“. Die Kaserne befand sich außerhalb der Albertstadt an der Albertbrücke in der Johannstadt am Johannstädter Ufer, dem heutigen Käthe-Kollwitz-Ufer.

## Geschichte
Die Planung für die Kaserne wurde von der Königlichen Militärbaukommission unter der Leitung von Oberstleutnant August Protius vorgenommen. Die Entwürfe für den burgartigen Gebäudekomplex fertigten Oswald Haenel und Bruno Adam an.

„Bei der Architektur des Baus wurde das Hauptgewicht darauf gelegt, der Kaserne ein lichtes, dabei würdiges Aussehen zu verleihen, die bedeutende Gebäudemasse durch kräftige Vorlagen zu gliedern und namentlich der Silhouette eine recht lebendige Form zu geben.“

In den über 4000 Quadratmeter großen Innenhof gelangte man über zwei Granittreppen. Die Fassaden des Erdgeschosses, die Eckbauten und der Mittelbau wurden großflächig mit Sandstein verkleidet, die Wandflächen der oberen Geschosse wurden hingegen nur verputzt. Die Dächer wurden mit englischem Schiefer gedeckt. Der Speisesaal des Oberjäger-Casinos wurde im Stil eines Jagdhauses gestaltet.
Am 12. Oktober 1913 wurde vor der Kaserne das erste deutsche Kolonialkriegerdenkmal im Beisein König Friedrich August III. enthüllt. Am Denkmal befand sich folgender Gedenkspruch: „Dem Andenken der in den Übersee-Kämpfen gebliebenen Kameraden der Königlich-Sächsischen Armee“.
Während eines Luftangriffs am 13. und 14. Februar 1945 wurde der Kasernenkomplex größtenteils zerstört und später abgerissen. Am 20. Januar 1947 wurde das unbeschädigte Kolonialkriegerdenkmal abgerissen.

## Nutzung
Am 30. September 1882 bezog das 2. Königlich Sächsische Jäger-Bataillon Nr. 13 aus Meißen die Kaserne. Im August 1914 wurden dort außerdem das Reserve-Jäger-Bataillon Nr. 13 und das Reserve-Jäger-Bataillon Nr. 25 gebildet.
Im Januar 1943 verlegte der II. Sturmbann der SA-Standarte „Feldherrnhalle“ aus München nach Dresden in die Jägerkaserne und später diente sie als Polizeikaserne.
Im Jahr 2006 entstand auf dem ehemaligen Kasernengelände ein Pflegeheim.